# Møntskatten fra Møn
Møntskatten fra Møn er et stort møntfund, gjort i 2012 på en roemark uden for Magleby på Østmøn. Den lokale tømrer Loke Ried var ude med metaldetektor og fandt de første mønter af i alt ca. 750, der formentlig har ligget i jorden siden Grevens Fejde 1535-1536, hvor det formodes at mønterne er gravet ned for at passe på dem under kampene. Skattens størrelse gør det sandsynligt, at ejeren har været købmand eller skipper.
I skatten indgår sølvmønter som hvide, søslinge, 4-skillinger og 8-skillinger, og mindst to af mønterne i fundet er slået i Stockholm under Gustav Vasa på vegne af Christian III i forbindelse med kampen mod Christian II.